# 関研二
関 研二（せき けんじ）は、日本の都市計画家。株式会社都市環境計画研究所（ECO）の創立者で、都市計画協会マスター都市プランナー。

## 来歴
1971年、早稲田大学大学院理工学研究科建設工学専攻建築系都市計画専修（吉阪隆正研究室）の第一期生メンバーを中心に、関のほか泉耿介、安藤洋一、小路紀光、塩野功の5名で都市環境計画研究所を設立し、代表取締役社長に就任した。
2005年に取締役会長となり、2016年に相談役に退いた。

## 代表的な業績
- 積雪寒冷都市モデル街区整備事業（小千谷市、長井市）
- 秋田市総合都市計画（4次、5次マスタープラン）
- 大田区まちづくり協議会支援及びまちづくり計画（山王地区、北一地区、ユニバーサルデザイン基本方針等）
- 中国広東省佛山市南海区概念性都市計画（中心地区、獅山工業地区、里水鎮地区）
- 楽山ハイテク開発区日本工業園